# Bès (Midouze)
Der Bès ist ein Fluss in Frankreich, der im Département Landes in der Region Nouvelle-Aquitaine verläuft. Er entspringt im Gemeindegebiet von Morcenx-la-Nouvelle, entwässert generell in südöstlicher Richtung und mündet nach rund 38 Kilometern an der Gemeindegrenze von Saint-Yaguen und Carcen-Ponson als rechter Nebenfluss in die Midouze.

## Orte am Fluss
(Reihenfolge in Fließrichtung)
- Morcenx-la-Nouvelle
- Arjuzanx
- Villenave
- Saint-Yaguen